# Mesochorus hashimotoi
Mesochorus hashimotoi là một loài tò vò trong họ Ichneumonidae.